# Eumenes excipiendus
Eumenes excipiendus är en stekelart som beskrevs av Spinosa 1851. Eumenes excipiendus ingår i släktet krukmakargetingar, och familjen Eumenidae. Inga underarter finns listade i Catalogue of Life.